# Тальберг, Николай Дмитриевич
Никола́й Дми́триевич Та́льберг (10 (22) июля 1886, Коростышев, Радомысльский уезд, Киевская губерния — 29 мая 1967, Джорданвилл, штат Нью-Йорк) — русский духовный писатель, публицист, историк. Прошёл долгий путь от чиновника в Российской империи до преподавателя в духовной академии, сохраняя преданность идеалам монархии и авторитету Православной церкви.

## Жизнь в России. Государственная служба
Николай Дмитриевич Тальберг родился 10 (22) июля 1886 в Коростышеве, Радомысльском уезде, в семье известного юриста и историка Дмитрия Германовича Тальберга и его жены Виктории Лазо. Рано потеряв родителей, воспитывался братом отца В. Д. Тальбергом, а после его смерти — сестрой матери в Подольской губернии.
В 1896—1898 годах учился в Киевском Екатерининском реальном училище, в 1898—1907 годах — в элитном Императорском училище правоведения, которое окончил с золотой медалью. На фоне бурно разворачивающихся событий первой русской революции, в октябре 1905 года, Тальберг, в статусе воспитанника Училища, проявил себя на политическом поприще. Бунтарские настроения, господствовавшие тогда в студенческой среде, проникли и в Училище правоведения; стали образовываться группы учащихся активно посещавших антиправительственные митинги и собрания. В это время, Николай Тальберг всячески препятствовал распространению антигосударственной пропаганды среди студентов, объединяя вокруг себя монархически-настроенную молодёжь. На протяжении всей жизни оставался идейным монархистом, ввиду как политических, так и религиозных взглядов. В 1907 году по окончании обучения был причислен к Министерству внутренних дел.
Осенью 1908 году был командирован в Ригу для усиления канцелярии временного Прибалтийского генерал-губернатора барона А. Н. Меллер-Закомельского, известного своими решительными мерами по борьбе с революционными организациями.
Осенью 1909 году был назначен советником Курляндского губернского правления. В 1910 году переведен на ту же должность в Киев. Выходец из Киевской губернии, Тальберг, всегда питал тёплые чувства к малой Родине, лестно отзываясь о природных красотах родного края и об особенностях быта местных крестьян.
В конце 1911 года приехал в Санкт-Петербург по вопросу временного усиления Управления продовольственной части, по случаю постигшего тогда Восточную Россию неурожая. В этом же году, стал действительным членом Русского собрания, впоследствии вступил в Русское окраинное общество.
В начале 1913 года был назначен непременным членом Черниговского губернского по земским и городским делам присутствия.
В мае 1914 года назначен чиновником особых поручений V класса при министре внутренних дел. Тальбергу было поручено заведовать делопроизводством по выборам в Государственную Думу и Государственный Совет.
Наряду с постоянной государственной службой, Тальберг с начала Первой мировой войны был секретарем благотворительного комитета Министерства внутренних дел, призванного оказывать помощь семьям призванных на военную службу чинов министерства и содержавшего свои лазареты, как для офицерства, так и для нижних чинов. С осени 1915 года — член совета Общества помощи русским беженцам, председателем которого был член Государственного Совета, видный правый деятель А. А. Римский-Корсаков.
В конце 1916 — начале 1917 года, являясь ближайшим помощником товарища министра внутренних дел Н. Н. Анцифирова, на которого было возложено руководство подготовкой выборов в Государственную Думу V созыва, Тальберг устанавливал связь с монархическими, враждебными Прогрессивному блоку депутатами, стремясь сплотить их перед грядущими выборами. В конце января 1917 года Тальберг был назначен, с оставлением в прежней должности, помощником управляющего делами сенаторской ревизии, имевшей целью пересмотр порядка освобождения от несения военной службы, породившего т. н. «земгусаров», принимавших активное участие в антимонархической и противоправительственной деятельности в тылу и на фронте.
Февральскую революцию Тальберг не принял, обозначая «героев Февраля» как «недоумков и предателей», «…поддавшихся тем искушениям сатаны, которые отверг в пустыне Христос-Спаситель…». Выступив в оппозиции к новой власти, отправился в отставку и уехал на Кавказ, устроившись там на работу в частное предприятие своего знакомого. За время пребывания на Кавказе, бывший чиновник отмечал неожиданные для него монархические и лояльные к российскому престолу настроения местного населения, преимущественно среди горцев. После Февральской революции вступил в тайную организацию Маркова, ставившую целью освобождение царской семьи. В 1918 году был вице-директором департамента полиции в правительстве гетмана Скоропадского.

## В эмиграции. Деятельность в монархических организациях. Связь с РПЦЗ
После падения правительства Скоропадского выехал в Бессарабию, через год отправился в Одессу где застал эвакуацию, оттуда покинув пределы страны. Пробираясь через Болгарию, КСХС, Австрию, Чехословакию, в начале 1920 года приехал в Берлин, осведомлённый о скоплении в нём монархистов-эмигрантов.
По приезде в Берлин Н. Е. Маркова возобновил монархическую деятельность в его организации. Тальберг принимал активное участие в подготовке Рейхенгалльского съезда (Съезд Хозяйственного восстановления России в городе Рейхенгалль (Бавария) 29 мая — 4 июня 1921 года), на котором был избран управляющим делами выбранного на съезде Высшего Монархического Совета (ВМС), являясь членом ВМС до 1938 года.
Также участвовал в Зарубежном съезде, проходившем в Париже в 1926 году, был избран членом Совета, возникшего на съезде Патриотического объединения (Русское патриотическое зарубежное объединение). Являлся членом Совета Державной комиссии в Белграде, ведавшей делами эмиграции.
С первых лет эмиграции Тальберг приобрел всезарубежную известность, постоянно выступая с лекциями и докладами на исторические, историко-церковные, религиозные и политические темы в собраниях Русской монархической партии, Русского патриотического зарубежного объединения, Российского Имперского Союза, Национального союза нового поколения и др. Активно печатался в монархических изданиях «Двуглавый Орел», «Часовой», «Отечество» и др. Будучи членом ВМС сотрудничал с издательством князя М. К. Горчакова «Долой зло!», ставившего своей целью обличение всяческого зла в политической и церковной жизни России и мира.
В 1926 году выступил с осуждением действий митрополита Евлогия (Георгиевского) и митрополита Платона (Рождественского), которые, как он считал, учинили раскол в единой тогда Русской Православной Церкви заграницей. Тальберг решительно отстаивал канонический строй. Им в начале смуты написаны были «Возбудители раскола» и «Церковный раскол». Совместно с светлейшим князем М. К. Горчаковым он написал в 1930 году «Итоги политики митрополитов Сергия и Евлогия», а в 1967 году был издан его ценнейший труд «К сорокалетию пагубного евлогианского раскола».
Принимал значительное участие в издании труда С. С. Ольденбурга «Царствование Императора Николая II». В июле 1926 года, как делегат монархических объединений, был участником званого приема у великого князя Николая Николаевича Младшего.
В 1929 году появилась на свет его книга «Святая Русь», в которой он ярко и убедительно показал, что Русское государство находится в неразрывной связи с Православной Церковью.
Будучи участником II Всезарубежного Церковного Собора, происходившего в 1938 году в Сремски-Карловцах, был избран помощником секретаря и участвовал в комиссии, издавшей труды Собора. В зарубежье Тальберг состоял церковным старостой Покровской гимназической церкви в Белграде, храма Святого Архистратига Михаила в Зальцбурге, Покровского храма в лагере Парш и там же Свято-Николаевского гимназического храма.
Вторая мировая война застала Тальберга в Белграде. С 1941 по 1944 года он работал в Управлении по делам русской эмиграции в Югославии, участвовал в эвакуации соотечественников, а позднее, в ограждении их от выдачи советским властям.
В сентябре 1944 года покинул Югославию, переехал в Вену, затем в Зальцбург, где стал директором, а потом председателем учебного совета русской гимназии в лагере для русских беженцев Парш.
В 1950 году Тальберг переехал в США. Жил в Свято-Троицком монастыре в Джорданвилле, работая преподавателем исторических предметов, воспитателем и наставником семинарии, находящейся при монастыре.
Скончался на 81-м году жизни, похоронен 31 мая 1967 года на кладбище Свято-Троицкого монастыря. Труды Тальберга переиздавались в России после 1991 года.

## Преподавательская деятельность
Свою преподавательскую деятельность Н. Д. Тальберг тесно связывал с изучением прошлого России, опираясь на свои ранее написанные научные труды.
Г. В. Месняев пишет в «Паладине Империи»:
«С рвением, подобным рвению древних русских летописцев, Н. Д. Тальберг неутомимо, изо дня в день, извлекает отовсюду: из забытых и полузабытых записок и воспоминаний, из старых книг, журналов и газет, те кусочки правды, которые дают ему возможность беспристрастно, основываясь только на фактах, восстанавливать истинный—сияющий и светозарный облик оклеветанной России. Без всякой шумихи, без громких и пышных слов, без грома фанфар и ложного пафоса делает свое великое дело скромный и благородный Н. Д. Тальберг».
На новом поприще своего служения России он явил себя одаренным педагогом и воспитателем молодежи в патриотическом духе. Печатался в монастырских изданиях «Православная Русь», «Православная жизнь», «Православный путь», национально ориентированных газетах «Россия», «Русская жизнь» и др.

Протоиерей М. Зноско-Боровский писал:
«Для себя он от жизни ничего не требовал. Даже зимняя куртка на нем в 1967 году была та же, которую получил он в австрийском лагере беженском в сороковые годы. Он был глубоко укоренен в Русской Православной Церкви, ощущал ее красоту, Ее значение в жизни государства, и влекся к светящемуся в ней образу Христа».

«Памяти Николая Дмитриевича Тальберга (К 10-летию со дня кончины — 29 мая 1967 г. — 1977 г.)»

## Публикации
- Лицемерам. Две мерки. — Берлин : Двуглавый Орел, 1922. — 20 с.
- Церковный раскол. — Париж: Издательство светлейшего князя М. К. Горчакова «Долой зло», 1927. — 47 с.
- Возбудители раскола. — Париж: Изд-во светлейшего князя М. К. Горчакова «Долой зло», 1927.
- Святая Русь. — Париж : Изд. Горчакова «Долой зло», 1929. — 143 с.
  - Святая Русь. — М. : Изд-во Православ. Братства Святителя Филарета Московского, 2002. — 180, [1] с.; 20 см; ISBN 5-902101-06-9
  - Джорданвилль, 1964. — 25 с.
  - Святая Русь. — Санкт-Петербург : Изд-во им. А. С. Суворина, 1992. — 101,[2] с.; 22 см; ISBN 5-87462-005-2
- Месяцеслов русских святых. — Джорданвилль, 1954. — 140 с.
- Русская Православная Церковь в Северной Америке. — Джорданвилль, 1955.
- Муж верности и разума : К 50-летию кончины К. П. Победоносцева. — Jordanville : Holy Trinity monastery, 1958. — 88 с.
- История Русской Церкви. — Джорданвилль, 1959. стр. 925
  - История русской церкви: [в 2 т.] / Н. Тальберг. — Репр. изд. — Москва : Свято-Успенский Псково-Печерский монастырь : Т-во «Светлячок», 1994.
  - История русской церкви. — Москва : Издательство Сретенского монастыря, 1997. — 924 с.;
  - История Русской Церкви. — [Репр. изд.]. — М. : Изд-во Сретенского монастыря, 2004 (Тип. АО Мол. гвардия). — 924 с.; 22 см; ISBN 5-7533-0311-0
  - История Русской Церкви. — Москва : Правило веры, 2008. — 17 см; ISBN 978-5-94759-067-8
  - История Русской Церкви. — Москва : Издательство Сретенского монастыря, 2008. — 958 с.; 22 см; ISBN 978-5-7533-0189-5
  - История русской церкви: [курс лекций]. — 2-е изд. — Москва : Изд-во Сретенского монастыря, 2009. — 958 с.; 22 см; ISBN 978-5-7533-0503-9
- Православное храмоздание Императорской России в Европе (исторический очерк) // Православный путь: Церковно-богословско-философский ежегодник. Приложение к журналу «Православная Русь». — Джорданвилль, 1958. — С. 137—163.
- Отечественная быль : юбилейный сборник. — Джорданвилль : Свято-Троицкий монастырь, 1960 (Тип. Пр. Иова Почаевскаго). — 333, [2] с.
- Действительная правда о Русской Православной Церкви // «Православная Русь». — 1962. — № 7. — С. 6-7; № 8. — С. 10; № 9. — С. 7-8; № 10. — С. 9.
- История христианской церкви : краткий курс, составленный по «Истории христианской церкви» Евграфа Смирнова : ч. 1-2. — Jordanville (N. J.) : Holy Trinity Rus. orthodox monastery, 1964 (Тип. преп. Иова Почаевского). — 352, 142 с.
  - История христианской церкви. — [Репринт. воспроизведение]. — Москва ; СП «Интербук» Нью-Йорк : Астра, 1991. — 142, [1] с. : ил.; 22 см. — (Религия в жизни общества).; ISBN 5-7664-0470-0
  - История христианской церкви. — М.: Издательство Православного Свято-Тихоновского Богослов. ин-та, 2001. — 517, [1] с.; 21 см; ISBN 5-7429-0096-1
  - История христианской церкви. — М.: Изд-во Сретенского монастыря, 2008. — 558 с.; 21 см; ISBN 978-5-7533-0164-2
  - История христианской церкви. — 2-е изд. — М.: Изд-во Сретенского монастыря, 2017. — 558 с.; 22 см; ISBN 978-5-7533-1313-3 : 5000 экз.
- Император Николай I в свете исторической правды. — Jordanville (N. Y.) : Holy Trinity Monastery, 1961
- Отечественная быль. — Джорданвилль. — 336 с.
- К сорокалетию пагубного евлогианского раскола. — Jordanville : Holy Trinity monastery, 1966. — 128 с.
- Русская быль: Очерки истории Императорской России: От Екатерины II до Николая II. — М.: Правило веры : Московский Сретенский монастырь, 2000. — 1021, [2] с. : ил., портр.; 17 см; ISBN 5-7533-0090-1
- Екатерина II : Очерки истории Императ. России. — М. : Изд-во Срет. монастыря, 2000. — 46, [1] с.; 20 см. — (Русская быль).
- Павел I : Очерки истории Императ. России / Н. Д. Тальберг. — М. : Изд-во Срет. монастыря, 2001. — 32 с.; 20 см. — (Русская быль).
- Александр I : Очерки истории Императ. России. — М. : Изд-во Срет. монастыря, 2000. — 143, [1] с.; 20 см. — (Русская быль)
- Николай I : Очерки истории Императ. России. — М. : Изд-во Срет. монастыря, 2000. — 238, [1] с.; 20 см. — (Русская быль).
- Александр III : Очерки истории Императ. России. — М. : Изд-во Срет. монастыря, 2000. — 63, [1] с. : ил.; 20 см. — (Русская быль).
- Николай II : Очерки истории Императ. России. — М. : Изд-во Сретенского монастыря, 2000. — 126, [1] с.; 20 см. — (Русская быль)
- Победоносцев : Очерки истории Императ. России / Н. Д. Тальберг. — М. : Изд-во Срет. монастыря, 2000. — 126, [1] с.; 20 см. — (Русская быль).
- Русская быль : Очерки истории Императ. России : От Екатерины II до Николая II. — М. : Правило веры : Московский Сретенский монастырь, 2000. — 1021, [2] с. : ил., портр.; 17 см; ISBN 5-7533-0090-1
  - Русская быль : очерки истории Императорской России / Н. Д. Тальберг. — Москва : Правило веры, 2006. — 1023 с. : портр.; 17 см; ISBN 5-7533-0090-1
- Сочинения Н. Д. Тальберга. — Москва : Правило веры : Московский Сретенский монастырь, 2004 (Тип. АО Мол. гвардия). — 17 см; ISBN 5-94759-018-2